# Un bonheur si fragile
Pour plus de détails, voir Fiche technique et Distribution.
Un bonheur si fragile est un téléfilm français réalisé par Jacques Otmezguine, d’après un scénario d'Olivier Dutaillis.

## Synopsis
C’est la descente aux enfers d’une femme, ébranlée par le décès de son père et stressée par ses responsabilités professionnelles, qui tombe peu à peu dans la dépendance médicamenteuse...

## Fiche technique
- Scénario : Olivier Dutaillis
- Réalisateur : Jacques Otmezguine
- Musique : Jacques Davidovici
- Productrice : Nelly Kafsky
- Production : Nelka Films
- Genre : Tragédie
- Création :  France
- Durée : 1h30’
- Diffusion : 1999

## Distribution
- Claire Nebout : Sophie
- Alexis Tomassian : Julien
- Catherine Arditi : Mlle Leroy
- Pierre Forest : Fred
- Edgar Givry : docteur Garnier
- Bernard Pinet : Robert